# L'arannà

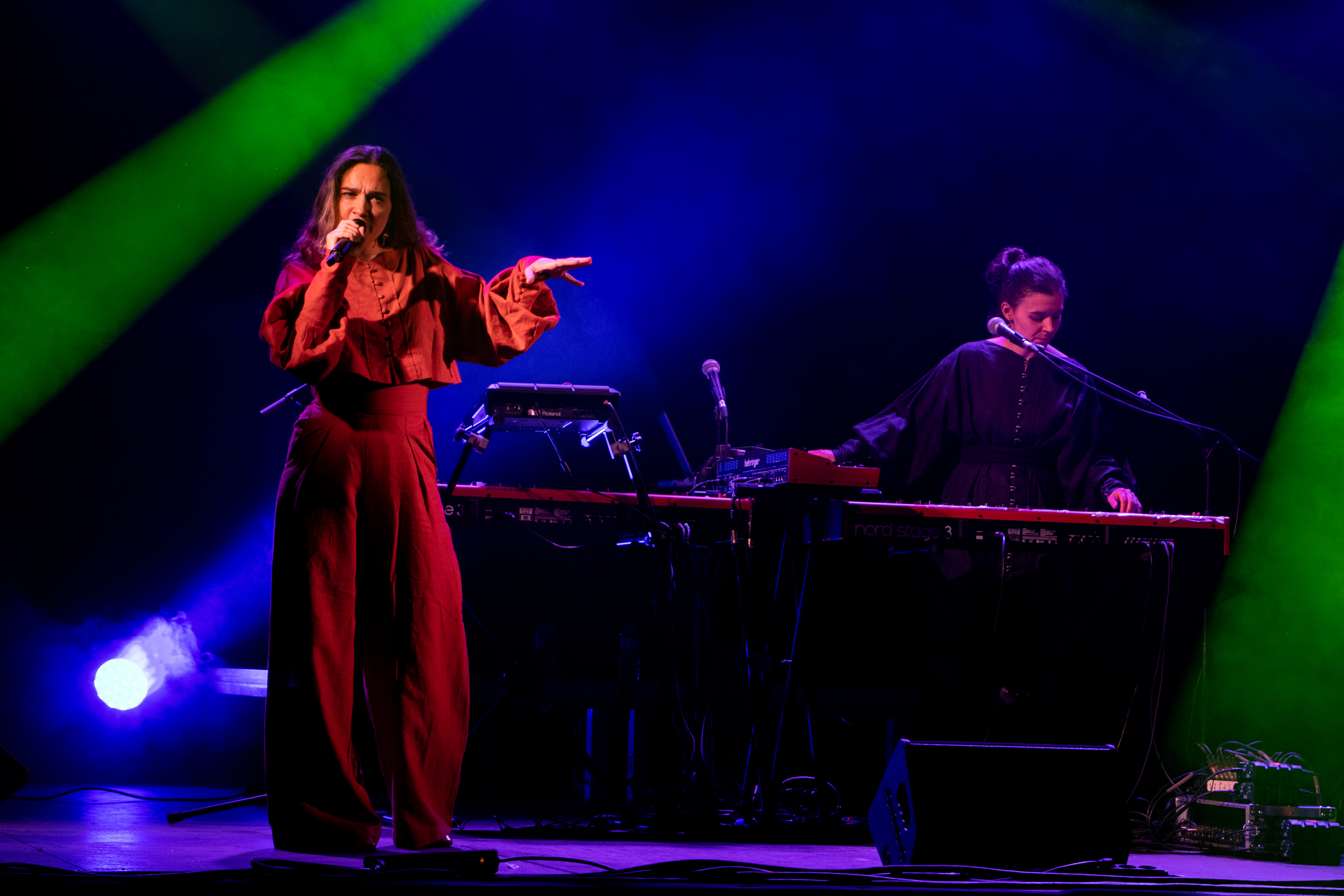
L'arannà a la Fira Mediterrània de Manresa

L'arannà és un duet musical de pop electrònic experimental format per la catalana Anna Sala i l'eivissenca Lara Magrinyà.
Sala i Magrinyà es van conèixer a l'ESMUC on totes dues estudiaven piano clàssic. Acabada la carrera decideixen començar un projecte juntes i crear L'arannà. Han publicat un treball discogràfic, La salamandra (Blau Atzavara, 2024), treballat a partir de contes de Mercè Rodoreda. Han actuat en diversos festivals com el Litterarum, el Poesia i +, la Fira B, la Fira Mediterrània o la Fira Internacional del Llibre de Guadalajara (Mèxic).
El 2024 guanyen el XVII Premi Miquel Martí i Pol del certamen Terra i Cultura a millor poesia musicada per la cançó "Flor negra", que adapta una prosa poètica de Mercè Rodoreda.

## Discografia
- La salamandra (Blau Atzavara, 2024)